# Madeirapetrell
Madeirapetrell (Pterodroma madeira) är en liten hotad havsfågel i familjen liror inom ordningen stormfåglar. Den är endemisk för Madeira där den häckar högt uppe i bergen. Utanför häckningssäsongen lever den pelagiskt, men det är inte klart exakt var. 

## Kännetecken

### Utseende
Denna art är mycket lik atlantpetrell-komplexet (som numera oftast delas upp ytterligare i desertaspetrell och kapverdepetrell) och därför mycket svåra att åtskilja i fält. Madeirapetrellen är något mindre, 30–35 centimeter med en vingbredd på 80–84 centimeter. Vingen kan vara något trubbigare och möjligen är handen kortare. Näbben är också något klenare. Vidare är den grå på ryggen och vingarna, med ett mörkt "W" tecknat över vingarna och grå färg på översidan av stjärten. På vingarnas undersida är den nästan svart, med undantag för en vit triangel nära kroppen vid den främre kanten och en vit mage med grått längst ut från mitten.

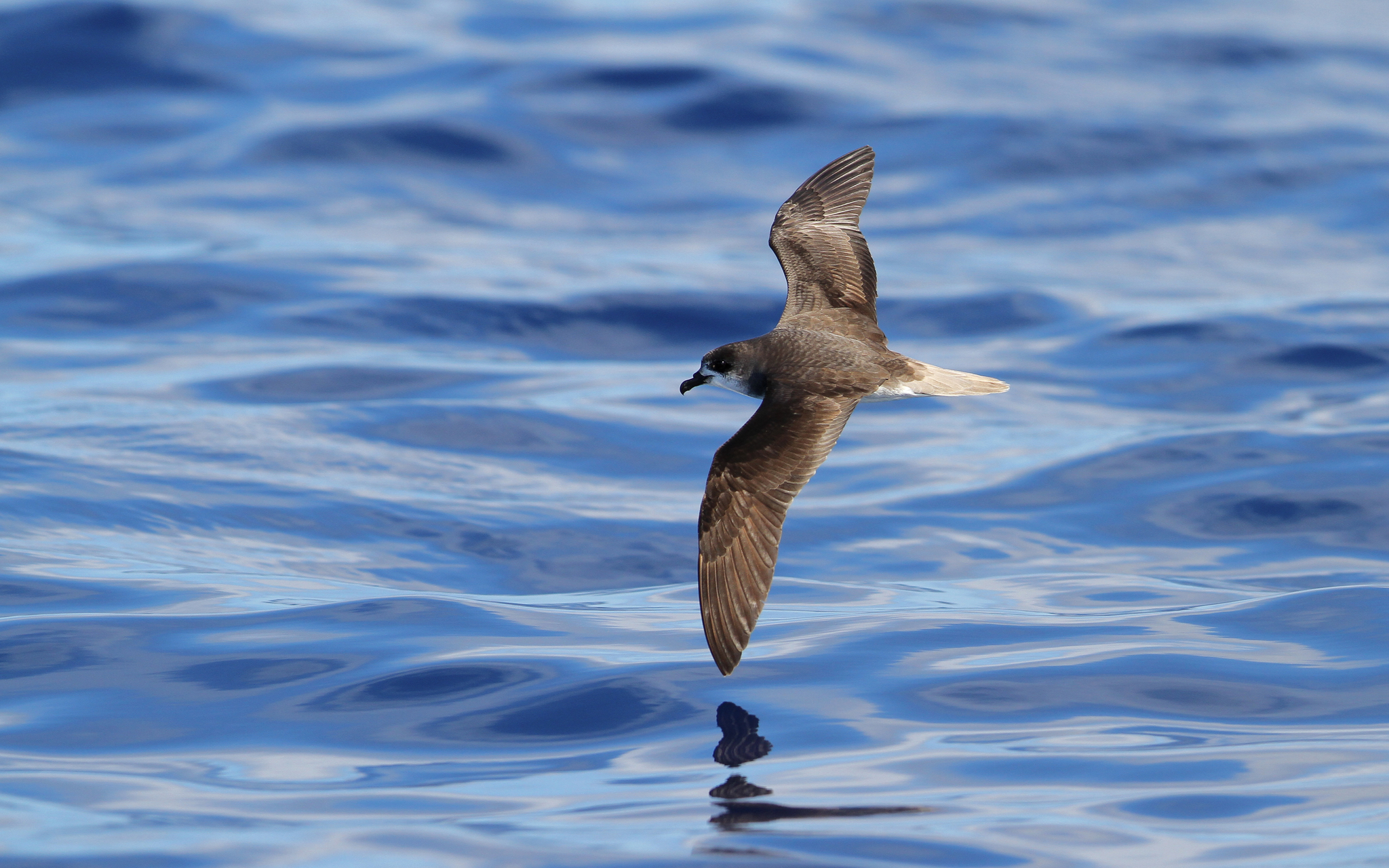

### Läten
Madeirapetrell yttrar läten endast i närheten av häckningskolonin, då vanligast ett klagande, ylande läte som är något mer ljusröstat och vekt jämfört med deserta och feae. Klangen är vibrerande, vilket kan föra tanken till en avlägsen kattuggla.

## Utbredning
Madeirapetrellen häckar endast på några få klipphyllor bland bergen på centrala Madeira. Ett enda fynd utanför utbredningsområdet finns dokumenterat, i Azorerna 1 augusti 2012. Studier med sändare har dock visat att arten sprider sig i ett stort område i nordöstra Atlanten, i nordväst till Azorerna, i norr upp mot Irland och söderut till södra Afrikas uppvällningsområden. Petreller av madeira-, desertas- eller kapverde-typ ses årligen i nordvästra Europa, ofta i juli–september, men inga av dessa har gått att artbestämma med säkerhet. Sannolikt rör sig merparten av fynden av den mer talrika kapverdepetrellen.
I Sverige har obestämda petreller setts vid fyra tillfällen utmed västkusten.

## Systematik
Madeirapetrellen ansågs tidigare tillsammans med desertaspetrellen (Pterodroma deserta) och kapverdepetrellen (Pterodroma feae) vara en underart till sammetspetrell, men dessa två är inte nära besläktade, varför madeirapetrell idag behandlas som en egen art. Den behandlas som monotypisk, det vill säga att den inte delas in i några underarter.

## Ekologi
Madeirapetrell häckar i gropar som den endast besöker nattetid, under utstötande av spöklika lockrop. Den lägger ett vitt ägg per häckningssäsong vilket ruvas av båda föräldrarna. När den ena ruvar ägget under dagen födosöker den andra efter fisk och bläckfisk till havs. 

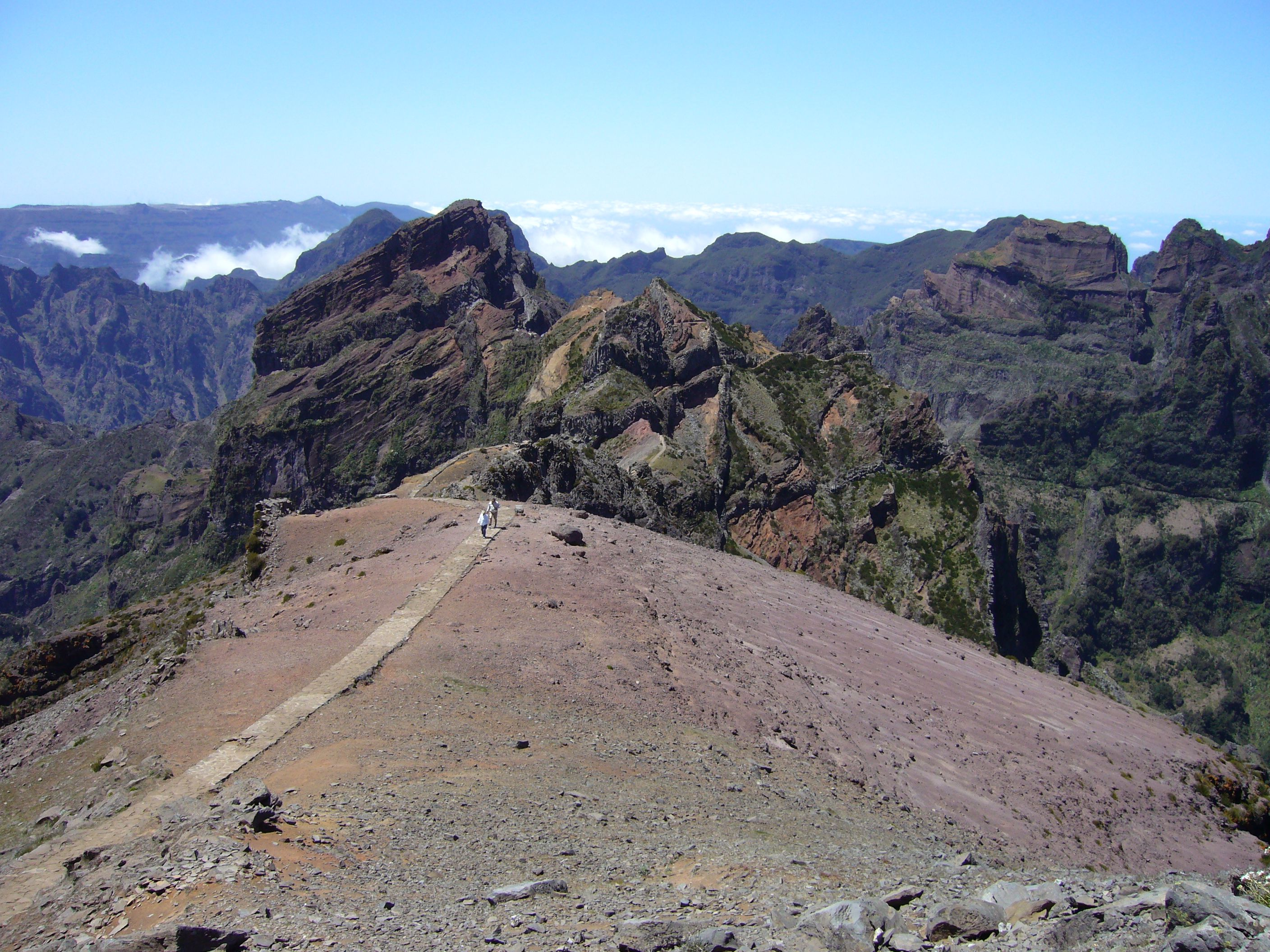
Madeirapetrellens häckningsbiotop.

## Hot och status
Madeirapetrellen är av Europas mest hotade sjöfåglar. Katter och råttor som introducerats på ön av människorna har gått hårt åt såväl ägg, ungar och adulta madeirapetreller. De har också använts som mat av lokala herdar. Rovdjursbekämpning, liksom andra åtgärder som till exempel förbud mot betande djur som trampar i bogroparna har gjort att populationen stigit till 65–80 häckande par. Den är fortfarande hotad på IUCN:s rödlista. Arbetet med att skydda arten hade ett betydande bakslag i augusti 2010, då bränder dödade tre av de vuxna och 65% av ungarna.